# Parque Mata das Borboletas
O Parque Mata das Borboletas é uma área protegida localizado no bairro Sion, região centro-sul de Belo Horizonte, com 35,5 mil m² de área totalmente cercada.